# V. C. 앤드루스
클레오 버지니아 앤드루스(Cleo Virginia Andrews, 1923년 6월 6일 – 1986년 12월 19일)는 V. C. 앤드루스 또는 버지니아 C. 앤드루스 로 더 잘 알려진 미국 소설가다.
앤드루스의 소설은 고딕 공포와 가족 사가를 결합하여 가족의 비밀과 금지된 사랑을 중심으로 전개된다(종종 끔찍한 사건의 주제를 포함하고 때로는 누더기에서 부자가 되는 이야기를 포함함). 그녀의 가장 잘 알려진 소설은 베스트셀러 《다락방의 꽃들》 (1979)으로, 별거 중인 독실한 할머니의 다락방으로 밀입국한 네 아이의 이야기로, 어머니는 그곳에 갇혔다.
그녀의 소설은 성공적이어서 앤드루스가 사망한 후 그녀의 이름으로 출판될 소설을 계속 쓰기 위해 대필 작가인 Andrew Neiderman을 고용했다. 그녀의 유산 세금 신고서 의 부족함을 평가하면서 국세청은 버지니아 앤드류스의 이름이 귀중한 상업 자산이며 그 가치가 그녀의 총 유산에 포함되어야 한다고 (성공적으로) 주장했다.
그녀의 소설은 체코어, 프랑스어, 이탈리아어, 독일어, 스페인어, 네덜란드어, 일본어, 한국어, 튀르키예어, 그리스어, 핀란드어, 헝가리어, 스웨덴어, 폴란드어, 포르투갈어, 리투아니아어, 중국어, 러시아어 및 히브리어 로 번역되었다.

## 생애
버지니아주 포츠머스에서 전화 교환원인 Lillian Lilnora(Parker)와 도구 및 금형 제작자인 William Henry Andrews의 막내이자 외동딸로 태어났다. 그녀에게는 두 명의 오빠인 William Jr.와 Eugene이 있었다. 앤드루스는 남침례교와 감리교 교회에 참석하며 자랐다. 십대 때 앤드루스는 학교 계단에서 떨어져 심각한 허리 부상을 입었다. 이러한 부상을 교정하기 위한 후속 수술로 앤드루스는 심한 관절염으로 고통받아 평생 목발과 휠체어를 사용해야 했다. 그러나 항상 예술가로서의 가능성을 보여주었던 앤드루스는 집에서 4년 간의 통신 과정을 이수할 수 있었고 곧 성공적인 상업 예술가, 일러스트레이터, 초상화 화가가 되었다.
나중에 앤드류는 글쓰기로 눈을 돌렸다. 그녀의 첫 번째 소설 인 녹색 산의 신들(Gods of Green Mountain )은 SF 작품으로 그녀의 일생 동안 출판되지 않았지만 2004년에 전자책으로 출판되었다. 1975년에 앤드류스는 그녀가 ' 다락방의 꽃 '이라는 소설의 원고를 완성했다. 앤드류는 "나는 2주 만에 그것을 썼다"고 말했다.  소설은 그녀가 이야기를 확장하고 "양념하라"는 제안과 함께 돌아왔다. 이후 인터뷰에서 앤드루스는 하룻밤 사이에 필요한 수정 작업을 수행했다고 주장한다. 1979년에 출간된 이 소설은 단 2주 만에 베스트셀러 목록 1위에 오르는 등 즉각적인 인기를 얻었다. 그 후 매년 그녀가 죽을 때까지 앤드루스는 새로운 소설을 출판했으며, 각 출판물은 앤드루스에게 더 큰 발전과 인기 있는 독자층을 얻었다.
"정말 좋은 이야기를 하는 것 같아요. 그리고 나는 그것에서 많이 벗어나 설명적인 자료로 흘러가지 않다." 그녀는 1985년 Faces of Fear에서 말했다. "내가 읽을 때 책이 다음에 일어날 일에 관심이 없으면 책을 내려놓고 끝내지 않다. 그래서 나는 아무도 내 책을 내려놓고 끝내지 못하게 하지 않을 것입니다. 내 물건은 아주 빨리 읽혀요." 1983년 Twilight Magazine과의 인터뷰에서 그녀의 작품에 대한 비평가들의 반응에 대해 질문을 받았다. 그녀는 "평론가들이 뭐라고 하든 상관없다. 나는 대부분의 비평가들이 내가 출판되고 있기 때문에 질투하는 작가 지망생이라는 것을 알게 될 때까지 그랬다. 나는 또한 아무도 그들이 말하는 것에 관심이 없다고 생각한다. 신경쓰지 않아도 됩니다."
앤드루스는 1986년 12월 19일 버지니아주 버지니아 비치에서 유방암으로 사망했다.  그녀가 사망한 후, 그녀의 가족은 그녀가 시작한 원고를 완성하기 위해 대필 가인 Andrew Neiderman 을 고용했다. 그는 다음 두 소설 인 그림자의 정원(Garden of Shadows )과 타락한 마음( Fallen Hearts )을 완성했고 곧 출간되었다. 이 두 소설은 "VC Andrews"라는 이름을 가진 마지막 소설로 간주되며 앤드루스 자신이 거의 완전히 저술했다.

## 소설

### VC Andrews 및 Andrew Neiderman 작성

#### 돌런갱어 시리즈
앤드루스의 첫 번째 소설 시리즈는 1979년에서 1986년 사이에 출판되었다.
《다락방의 꽃들》과 《바람의 꽃잎》은 아이들에게 초점을 맞춘다. Chris, Cathy, Cory, Carrie는 사고로 아버지를 잃은 후 어머니와 할머니에 의해 다락방에 갇히게 된다. 다락방의 꽃은 투옥, 한 아이의 죽음, 이후 다른 세 아이의 탈출에 대해 이야기한다. 바람 위의 꽃잎이 바로 뒤를 따랐다. 어제의 가시와 씨앗이 있다면 이야기에는 신비한 여자와 그녀의 집사가 옆집으로 이사하고 점차 Bart가 부모에게 등을 돌리게 된 후 Cathy의 아이들인 Jory와 Bart가 포함된다. 그림자의 정원은 조부모의 이야기와 부모가 어떻게 참여하게 되었는지를 알려주는 전편이다.

#### 카스틸 시리즈
Andrews가 시작한 마지막으로 알려진 시리즈를 구성하는 5개의 소설은 1985년에서 1990년 사이에 출판되었다. 그녀가 죽기 전에 처음 두 사람만 나타났다. 이 시리즈는 원래 출산 중 어머니가 사망하고 아버지와 애증 관계에 있는 어린 소녀 관점에서 문제가 있는 웨스트 버지니아 가족의 삶을 추적한다.